# Исмайлин Дуда
Исмайли́н Ду́да, Дуда, сын Исмаила, Дуда Исмаилов (чечен. Исмайли Дуда; 1802, Мартан-Аул, Чечня – 1886, Урус-Мартан) — эпический герой чеченцев, сподвижник Бейбулата Таймиева и участник Кавказской войны.

## Биография

### Ранние годы
Родился в 1802 году в селении Урус-Мартан. Выходец из тайпа Гендарганой. Согласно Юсупу Эльмурзаеву, во время переселения его дяди Чулика из Урус-Мартана к берегам Терека, Дуда был семилетним мальчиком, который уже тогда мог самостоятельно сесть на коня.

### Становление
С юных лет участвовал в сражениях Кавказской войны. В ходе одного из них, в 1817 году он захватил в плен одного офицера и четырёх солдат, ввязавшись в бой на стороне одного из чеченских отрядов.
В 1820-х годов Дуда сформировал собственный Урус-Мартановский отряд, в состав которого вошли сотни местных жителей. С началом активной фазы Кавказской войны этот отряд примкнул к народно-освободительному движению чеченцев под руководством Бейбулата Таймиева.
В 1820–1831 годах вместе с Бейбулатом Таймиевым и Исой Гендаргеноевским Дуда неоднократно принимал участие в сражениях за Урус-Мартан.

### Во времена имама Шамиля
Когда в марте 1840 года урус-мартановский съезд принял решение избрать Шамиля имамом Чечни, Дуда всячески противодействовал этому, не довольный тем, что главой Чеченского государства становится выходец из Дагестана.
Несмотря на противостояние с Шамилем, Дуда участвовал в сражении на реке Валерик в составе его войск.
После 1840 года сведения о деятельности Дуды в архивных документах практически не встречаются (за исключением одного документа, в котором он проходит как фигурант нападения и убийства жителя селения Урус-Мартан).

### Смерть
Дуда скончался в 1886 году. Похоронен в южной части города Урус-Мартан.

## Цитаты
- Ахмат Кадыров: Нам давали имена Зелимхана Харачоевского, Исмайлин Дуды, Байсангура Беноевского и многих других знаменитых чеченцев, которые оставили неизгладимый след в памяти народной. Вся наша отечественная история есть история непрекращающихся восстаний, бунтов, мятежей, набегов, сражений и кровопролитных стычек. Ратные подвиги наших предков становились достоянием военной науки, художественных произведений и фольклора. Все это так. Я не берусь опровергать очевидное. Не хочу ставить под сомнение воинскую славу наших отцов и дедов. На этих примерах выросли целые поколения, в том числе и я сам[9].
- Умар Ахмадов: Исмайлан Дуда был знаменит не набегами на соседние народы и угоном скота или табунов, не битвами с соседями, как многие чеченские фольклорные герои, а своим благородством, мудростью, щедростью и уважительным отношением к людям. В то же время он смело отстаивал честь своего народа[10].

## Память
Является героем чеченского фольклора. У чеченцев есть народная песня, описывающая подвиги Дуды.

## В литературе
- «Исмайли Дуда» — книга Юсупа Эльмурзаева, написанная в 1991 году.